# Бой у Шталлупёнена
Бой у Шталлупёнена (нем. Gefecht bei Stallupönen, современный город Нестеров в Калининградской области — бой между передовыми частями русской и немецкой армиями в ходе Восточно-Прусской операции. Первое крупное сражение на Восточном фронте Первой мировой войны, произошедшее через 17 дней после её начала 1 августа 1914 года. По форме это встречный бой германского I армейского и русского III армейского корпусов.
Бой произошёл между 27-й и 25-й дивизиями III корпуса 1-й русской армии генерала П. К. Ренненкампфа и I армейским корпусом 8-й германской армии под командованием генерала Германа фон Франсуа, который, ослушавшись приказа командования, выдвинулся навстречу противнику. Он начался около 8 утра с решительного наступления русской армии. К середине боя русские войска практически прорвали оборону противника, однако неожиданная атака одной из немецких дивизий нанесло поражение 27-й пехотной дивизии русской армии. Обе армии оказались отброшены назад. Само по себе боестолкновение носило локальный характер, однако оказало значительное влияние на продолжение войны.

## Предыстория

### Планы сторон
План германского генштаба в войне против России состоял в обороне вблизи границы с русскими пока основные боевые действия происходят на Западе, а также
в постепенном отходе со своих позиций с возможной эвакуацией населения из районов к востоку от Верхнего Одера, Познани и нижней Вислы. Таким образом, предполагалось сдать противнику часть провинций Силезия, Познань и Западная Пруссия если не удастся его сдержать после сдачи всей Восточной Пруссии. Лишь после этого массированного отступления командиры смогли бы в полной мере задействовать свои силы, а также получить возможные подкрепления с западного театра. В то же время к востоку от линии Висла—Ногат, на которой располагались укреплённые районы в Торуне, Кульме, Грудзёндзе и Мариенбурге, можно было принимать бой, но лишь имея уверенность в высоких шансах на успех.
Между русским и французским генеральным штабом в самом начале войны была достигнута договорённость, согласно которой главной задачей русской армии стало оттягивание на себя максимального количества сил центральных держав, дабы они не смогли осуществить разгром Франции в результате предусмотренного «планом Шлиффена» блицкрига. План предусматривал постепенный «перенос» главных усилий германских войск с Западного фронта на Восточный. Основной же план Германии состоял в разгроме французских войск благодаря большому численному преимуществу в первые дни мобилизации и принуждение её к миру не позднее 64 дня в результате победы в генеральном сражении. Основной задачей на восточном фронте в эти дни было сдержать русское наступление минимальными силами. Покончив с Францией, немецкие войска должны были быть переброшены на восток и «нанести сокрушительный удар по русской армии». Значительная роль в этом сдерживании отводилась войскам Австро-Венгрии, которые должны были продержаться первые 6 недель войны и сковать боем как можно больше русских войск. При этом, если немцы в военном отношении были с русской армией на одном уровне, то австро-венгры наоборот сильно ей уступали. Для разгрома последних русским войскам понадобилось бы даже меньше времени, нежели немцам для разгрома французов, однако взятие Вены не могло компенсировать вывод Франции из войны. Тем не менее, против австрийцев действительно было сосредоточено более половины войск (52—55 %), в то время как против немцев лишь 35 %.

### Начало боевых действий
Вскоре после начала войны на границе Российской и Германской империи были проведены сразу три операции: Восточно-Прусская (частью которой стал бой у Шталлупёнена), Ивангород-Варшавская и Лодзинская. В начале на данном фронте действовали две русские армии против одной немецкой. Как пишет военный историк Зайончковский, «первый период кампании 1914 г. на Восточном театре прошёл со стороны русских под знаком желания выполнить во что бы то ни стало все обязательства перед французами и оттянуть на себя германские силы, совершенно не соображаясь со степенью готовности своих армий». Для обороны Восточной Пруссии немцы оставили 8-ю армию под командованием генерала Максимилиана фон Притвица, под руководством которого находилось 4 боевых корпуса и 972 различных образцов артиллерии, исключая осадную. Основными их задачами было выиграть время для переброски войск с западного театра боевых действий, поддержать наступление австро-венгров и удержать за собой реку Висла в качестве базы. Для этого генерал решил действовать с использованием внутренних операционных линий и наносить удары на Неманском или Нарвском направлении при подходе русской армии. Мелкие пограничные стычки на всём фронте шли непрерывно.
На данном участке фронта от русской армии (а точнее, от трёх русских корпусов, стоящих напротив одного немецкого) требовалось, держа армию в строгой оперативной дисциплине, разбить 17 августа 1914 года корпус противника и первую немецкую кавалерийскую дивизию. Одновременно с этим, 15 августа 1914 года был издан указ, согласно которому от русской армии требовалось двигаться на линию Кусен — Даркемен. Видимо предвидя, что русские нападут к северу от Роминтенской пущи, а затем к западу вдоль долины Прегеля, фон Притвиц приказал первому корпусу Германа фон Франсуа занять позиции вдоль Даркемена. Однако, вопреки приказу фон Притвица, он поступил иначе.

## Расположение и численность войск

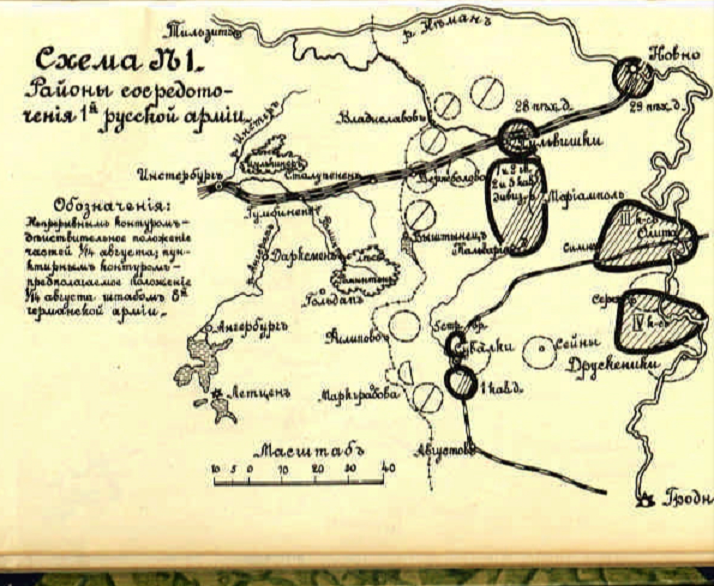
Карта позиций русских войск на август 1914 года

16 августа 1914 года русская 1-я армия выполнила приказ командования и расположилась на линии Владиславов — Сувалки. Корпуса развернулись и построились в одну широкую линию в 80 километров с незначительными уплотнениями в некоторых местах. Спокойствие русских войск «казалось абсолютным». Командующий немецкими войсками, считавший, что главнокомандующий «слишком осторожничает», продвинул свои части на 60 (32) километров восточнее, нежели планировалось. Он планировал следовать вдоль железной дороги, которая пролегала через Шталлупённен и Гумбиннен. Данные войска не ожидали крупного армейского наступления противника на свои позиции, хотя 15 августа они и столкнулись с передовыми отрядами противника. Генерал фон Притвиц оставался в неведении о том, что делал корпус Франсуа.
Численность русских войск, задействованных в битве составило до 17 000 человек, немецких — 18 000. Русские войска были сосредоточены в четырёх отдельных пехотных дивизиях (25-й, 27-й, 29-й и 40-й):10 пехотных полков и 19 лёгких артиллерийских батарей. Корпус Франсуа имел в своём составе две пехотные дивизии и тяжёлую кавалерийскую дивизию: 5 пехотных полков и 20 лёгких и тяжёлых артиллерийских батарей.

## Ход сражения
16 августа 1914 года люди Франсуа столкнулись с разведывательными частями 1-й армии к северо-востоку от Шталлупёнена и захватили Эйдткунен той же ночью, когда русские отступили. 17 августа 1914 года, через 17 дней после начала войны фон Притвитц приказал Франсуа вернуться к Гумбиннену, когда тот двинул 8-ю армию к Даркемену, после того как его разведывательная группа Feldflieger Abteilung заметила, что 2-я армия концентрируется близ немецких позиций. Однако Франсуа оставил свою 1-ю пехотную дивизию в Шталлупёнене, а свою 2-ю пехотную дивизию разделил между Галдапом и Толльмингкеменом.
18 августа 1914 года Ренненкампф продвинулся всеми своими тремя пехотными корпусами, но не согласовал действия между ними. Его кавалерия находилась на севере от Шталлупёнена, XX корпус с 28-й и 29-й пехотными дивизиями — к северу от дороги, ведущей в город, а III корпус с 25-й и 27-й пехотными дивизиями расположился на дороге к городу и к югу от нее. IV корпус с 40-й и 30-й пехотными дивизиями наступал на Роминскую пустошь южнее. Бой начался около 8 часов утра с наступления трёх русских дивизий по всему фронту Франсуа направил 2-ю пехотную дивизию генерала Адальберта фон Фалька в Толлмингкемен, а его гаубицы в Гумбиннен, чтобы укрепить свои позиции в Шталлупёнене, поскольку к полудню сражение разгорелось, а русские чуть не прорвали фронт по центру. Тогда же на обоих флангах войска немцев были вынуждены несколько отойти, не выдерживая стремительного напора передовых отрядов русских. В 14 или 13 часов прибыл посланник Притвитца и приказал Франсуа отступить в Гумбиннен. Франсуа ответил: «Доложите генералу фон-Притвиц, что генерал Франсуа прервет бой после того, как побьет русских».

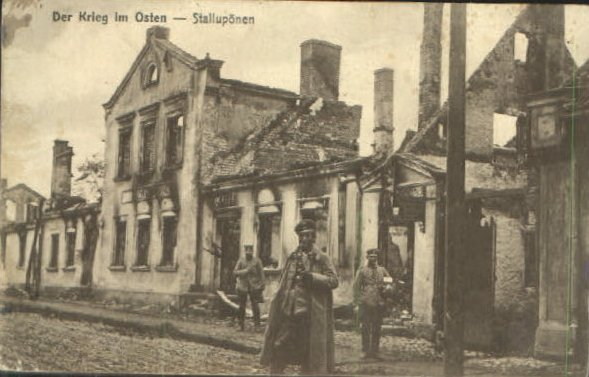
Разрушенное строение в Шталлупёнене после боя.

Под свою ответственность генерал фон Фальк развернул сразу четыре батальона своей дивизии на северо-восток для поддержки 1-й пехотной дивизии, которую продавливали русские войска. По мере продвижения фон Фалька, который атаковал 27-ю дивизию, фон Франсуа смог атаковать её фланг силами своего гренадерского полка «Король Фридрих Вильгельм» недалеко от Гёриттена. Из-за этого в рядах русских войск началась паника и образовалась брешь между 27-й и 40-й пехотными дивизиями. Значительные потери русским войскам нанесла немецкая артиллерия. Тем не менее, в течение дня обе армии держали свои позиции, пока немцы не перешли в наиболее решительное наступление.
Мощная лобовая атака сломила русскую дивизию, которая отступила на восток, потеряв почти весь 105-й полк. Хотя русские 29-я и 25-я дивизии достигли определённых успехов к северу от Шталлупёнена и захватили несколько пленных и орудий, обойдя немцев с фланга, они не могли изменить исход битвы.

## Итоги
Будучи первым сражением на восточном фронте, данный бой был фактической «пробой пера» для обеих армий. Его итоги представляются историкам неоднозначными. С одной стороны, немецкие войска, вступившие в битву де-факто по ошибке, были вынуждены отступить, не получив серьёзного продвижения линии фронта и не достигнув изначальных целей. С другой стороны, русские не нанесли немецким войскам существенных потерь, зато они смогли исправить своё неверное предположение о местонахождении армии врага и окончательно убедились в том, что наступление 1-й армии предшествует вторжению со стороны Нарвы, а также усилило их чувство осторожности. Из-за оплошности русские войска едва не потерпели поражение; они также были отброшены назад.
Данные о потерях разнятся. Немецкая история войны 1925 года приводит оценку в 1200 убитых у немцев и 6600 у русских в одной из дивизий (наиболее пострадавшей). Российский историк Айрапетов приводит данные в 6842 солдата и 63 офицера у русских, большая часть из которых взята в плен, и 1600 убитых и 8 потерянных орудий у немцев. Русский генерал и военный историк Головин приводит цифру в те же 63 офицера, но 6664 солдата у русских, а потери немцев оценивает в не более чем 1500 человек. Современный западный аналитик и писатель Буттар приводит данные о потерях в 1300 человек убитыми и раненными у немцев и около 3000 убитых и 5000 пленных у русских. Другой западный историк, Джон Суитман приводит цифру в 1297 убитых у немцев и 7467 у русских.

## Последствия
Франсуа решил не преследовать русских и вместо этого приказал отступить к Гумбиннену. Фон Притвиц, воспользовавшись успехом Франсуа, двинул свои силы вперёд, в то время как Франсуа удерживал город.
Благодаря данному сражению русские войска смогли узнать планы войск противника, у них оказались значительные разведданные о численности подразделений германской армии, что сделало следующую битву для них проще. Противостояние продолжилось в битве при Гумбиннене, которая окончилась победой русских войск. Бой у Шталлупёнена была всё же незначительной, но она воодушевила Франсуа на дальнейшие непокорные действия в отношении командования и в конечном итоге привела к изменению планов Восьмой армии, что, к счастью для немцев, привело к их победе при Танненберге.